# Exocentrus nobuoi
Exocentrus nobuoi är en skalbaggsart. Exocentrus nobuoi ingår i släktet Exocentrus och familjen långhorningar.

## Underarter
Arten delas in i följande underarter:
- E. n. nobuoi
- E. n. okinawensis
- E. n. nonakai